# Бунтарка (фильм, 2006)
«Бунтарка» (англ. Stick It) — подростковая комедийная драма с Джефом Бриджесом и Мисси Перегрим в главных ролях.

## Сюжет
Хейли Грэм — перспективная американская гимнастка, упорно тренирующаяся и идущая к победам. Но однажды во время международных соревнований она поняла, что её мать изменяет отцу с её собственным тренером. Хейли отказывается выступать, подведя этим команду и разрушив свою блестящую спортивную карьеру, начинает жить банальной жизнью простого американского подростка — плевать на все правила, тусоваться с сомнительными личностями и экстремально развлекаться. Результат не заставил себя ждать: Хейли вломилась на велосипеде в чужой дом. Теперь за злостное хулиганство ей грозит тюрьма. Впрочем, есть альтернатива — поступить в закрытую гимнастическую школу.
Хейли решила, что гимнастика всё-таки лучше тюрьмы. В школе она становится лидером команды, и девочки под её предводительством устраивают скандал на чемпионате США, протестуя против нечестного судейства.

## В ролях
| Актёр               | Роль           |
| ------------------- | -------------- |
| Мисси Перегрим      | Хейли Грем     |
| Джефф Бриджес       | Берт Виккерман |
| Ванесса Ленгиз      | Джоан Чэрис    |
| Никки СуХу          | Вэй Вэй        |
| Мэдди Керли         | Мина Хойт      |
| Келлан Латс         | Фрэнк          |
| Джон Патрик Амедори | Пут            |
| Джия Каридес        | Элис Грэм      |
| Джон Грайз          | Брюс Грэм      |
| Тара Пейдж          | Триша Скилкен  |
| Джон Капелос        | Крис ДеФранк   |
| Джули Уорнер        | Филлис Харис   |
| Андреа Бендеуолд    | мать Мэдисон   |
| Светлана Ефремова   | Дорри          |

## Саундтрек
1. We Run This — Мисси Эллиотт (Stick It Edit)
2. Abra Cadabra — Талиб Квели
3. Beware of the Boys — Panjabi MC (Mundian To Bach Ke)
4. Fire Fire — FannyPack / Mr. Vegas
5. Dance Commander — Electric Six
6. Game, The — Jurassic 5
7. If I Only Knew — Лиза Лави
8. Breakdown — The Toques при участии Марка Фостера
9. Nu Nu (Yeah Yeah) — FannyPack (Double J & Hayze Extended mix)
10. Crowded — Джинни Ортега / Papoose
11. Anthem Part Two — Blink-182
12. Hittin' The Bars — Майк Симпсон
13. Come Baby Come — K7
14. Outta My Way — Damone
15. Love Song — Дж. П. Амедори (Bonus Track)

В фильме также представлены краткие фрагменты других песен, которые не были включены в саундтрек, в том числе «Brain Stew» «Holiday» группы Green Day, «One Big Holiday» группы My Morning Jacket и «Our Lawyer Made Us Change The Name Of This Song So We Wouldn't Get Sued» и «I Slept With Someone in Fall Out Boy and All I Got Was this Stupid Song Written About Me» группы Fall Out Boy.

## Показ

### Кассовые сборы
Фильм был выпущен 28 апреля 2006 года и собрал 10 803 610 долларов в первые выходные. Фильм собрал 26 910 736 долларов в США и 5 066 112 долларов в других странах, в общей сложности 31 976 848 долларов после 13 недель в прокате. Фильм имел самый высокий средний показатель на экран в первые выходные с 2038 кинотеатрами, что составляет в среднем 5301 доллар за экран.

### Критика
На «Rotten Tomatoes» фильм имеет рейтинг 31%, основанный на 100 отзывах, со средней оценкой 5/10. Консенсус сайта гласит: «Режиссёр Джессика Бендер не может перенести свою выигрышную формулу фильма «Добейся успеха» в мир гимнастики, несмотря на сильное лидерство Мисси Перегрим». На «Metacritic» он имеет оценку 52 из 100, основываясь на 25 отзывах. Аудитория, опрошенная CinemaScore, дала ему оценку B+. Критик Натан Ли из «The New York Times» дал фильму положительный отзыв, заявив: «Подростковая комедия, которая делает всё правильно, «Бунтарка» берёт обычную партию аутсайдеров, грязных мешков, подлых девушек и бимбо и отправляет их через счастливые клише и неожиданные изобретения». Роджер Эберт дал фильму 2 из 4 и написал: «Кам, кажется, боится, что если он будет паузой достаточно долго, чтобы на самом деле говорить о гимнастике, зрители станут беспокойными».